# Círculo de Kidal
Kidal es una subdivisión administrativa (cercle o círculo) de la región de Kidal, en Malí. En abril de 2009 tenía una población censada de 33 466 habitantes y estaba formada por las siguientes comunas o municipios, que se muestran igualmente con población de abril de 2009:
- Anefif 5,119
- Essouk 2,378
- Kidal 25,969[1]